# Embalse de Seva
El embalse de Seva es una infraestructura hidráulica española construida en el río Gurri, en la cuenca hidrográfica del río Ter, creado por una presa situada en el municipio de Seva, en la comarca de Osona, provincia de Barcelona, Cataluña.